# East Grinstead
East Grinstead – miasto w Wielkiej Brytanii, w Anglii w hrabstwie West Sussex, w jego północno-wschodnim narożniku w pobliżu granicy z hrabstwem Kent. Leży w połowie drogi między Londynem a południowym wybrzeżem Anglii. Miasto zamieszkuje 29 000 osób.

## Historia
Miasto powstało w czasach saksońskich, wymienione jest w Domesday Book jako duża wieś. od XIII wieku miasto handlowe, na prawach uzyskanych w roku 1247. Miasto miało prawo do dwóch targów tygodniowo. W okresie XIV wieku do roku 1832 miasto miało prawo do posła w parlamencie. W okresie rządów Marii Stuart w mieście spalono trzech protestantów – dwóch mężczyzn i jedną kobietę – za herezję. Na początku XIX wieku miasto liczyło 2700 mieszkańców, by zwiększyć się do roku 1851 do miasta czterotysięcznego. Podczas II wojny światowej w wyniku bombardowania zginęło 108 osób cywilnych.

## Miasta partnerskie
- Bourg-de-Péage
- Sant Feliu de Guíxols
- Mindelheim
- Schwaz
- Verbania